# Cal Mariano
Cal Mariano és una masia del Prat de Llobregat (Baix Llobregat) inclosa a l'Inventari del Patrimoni Arquitectònic de Catalunya.

## Descripció
Masia de la tipologia 1.I de l'esquema de Danés i Torras. Consta de planta baixa i pis. Destaca per la porta d'entrada d'arc de mig punt, probablement dovellat sota el guix. El graner és de maó i cobert amb alumini, però que destaquen les seves gelosies molt rústegues. La masia és a tocar les pistes de l'aeroport. Sorprèn així el seu habitatge i explotació.

## Història
Apareix a la Consueta Parroquial de principis del segle xix.